# 327 (szám)
A 327 (római számmal: CCCXXVII) egy természetes szám, félprím, a 3 és a 109 szorzata.

## A szám a matematikában
A tízes számrendszerbeli 327-es a kettes számrendszerben 101000111, a nyolcas számrendszerben 507, a tizenhatos számrendszerben 147 alakban írható fel.
A 327 páratlan szám, összetett szám, azon belül félprím, kanonikus alakban a 31 · 1091 szorzattal, normálalakban a 3,27 · 102 szorzattal írható fel. Négy osztója van a természetes számok halmazán, ezek növekvő sorrendben: 1, 3, 109 és 327.
A 327 négyzete 106 929, köbe 34 965 783, négyzetgyöke 18,08314, köbgyöke 6,88942, reciproka 0,0030581. A 327 egység sugarú kör kerülete 2054,6016 egység, területe 335 927,36086 területegység; a 327 egység sugarú gömb térfogata 146 464 329,3 térfogategység.